# Dee Bradley Baker
Dee Bradley Baker (Indiana, 31 augustus 1962) is een Amerikaans stemacteur. Hij is het bekendst van zijn werk voor de computerspelseries Halo en Gears of War, de animatieseries Star Wars: The Clone Wars en American Dad! en de Amerikaanse versies van SpongeBob SquarePants, Ben 10, Avatar: De Legende van Aang en W.I.T.C.H.
Baker werd geboren in Indiana en groeide op in Greeley, Colorado. Hij begon op negenjarige leeftijd met optreden en vond zijn weg naar de musical, opera en stand-upcomedy.
Baker studeerde af aan Colorado College, in Colorado Springs. Hier volgde hij een major in filosofie en een minor in Duits.
Zijn carrière als stemacteur begon in Los Angeles.

## Filmografie
- Avatar: The Last Airbender - Appa en Momo (Engelse versie)
- Asterix en de Vikingen - Dogmatix, SMS (Engelse versie)
- Ben 10: Race Against Time - Wildmutt
- Ben 10: Secret of the Omnitrix - Stinkfly, Wildmutt, Gluto, Robotic Lt.
- Bionicle: The Legend Reborn - Bone Hunters, Skrall, Vorox
- De pinguïns van Madagascar - Wilde Marlene in "Otter Gone Wild"
- Fanboy and Chum Chum - Scampers, Chris Chuggy en Mike
- The Mighty B! - Happy Walter Higgenbottom en andere stemmen
- De Vervangers - Johnny Hitswell en andere stemmen
- Phineas en Ferb - Perry the Platypus en andere stemmen
- Higglytown Heroes - Pizza Guy en Uncle Zooter
- The Spectacular Spider-Man - Dr. Curt Connors / The Lizard
- Space Jam - Daffy Duck, Tasmaanse Duivel en The Bull
- Legends of the Hidden Temple - Olmec, een van de bomen (in het donkere bos) en de aankondiger
- Jungle Junction - Lance
- My Friends Tigger & Pooh - Buster
- Handy Manny - Turner
- Mickey Mouse Clubhouse - Santa Claus
- The Emperor's New School - Urkon the Village Leader en Yupi (The Yzma that Stole Kuzcoween)
- SpongeBob SquarePants - Squilliam Fancyson, Bubble Bass, Perch Perkins en andere stemmen
- Cow and Chicken - Dad
- TMNT - verscheidene stemmen
- The New Woody Woodpecker Show - Nicky Woodpecker (komt alleen voor in de episode Eenie, Meany, Out You Go!) en Mr. Hippopotamus (episode Inn Trouble)
- The Secret World of Benjamin Bear - Max Tanner & Toots
- Codename: Kids Next Door - Numbuh 4/Wallabee Beetles en andere stemmen
- Xiaolin Showdown - Jessie Bailey
- Lilo & Stitch: The Series - verscheidene stemmen
- Whatever Happened to Robot Jones - Mr. Uerkaut, Referee, verteller, Bush, Lincoln en Big Kid nr. 2
- Teen Titans - Plasmus, Larry, Cinderblock, Overload, Soto, hond, Wildebeest, Silkie, Ternion, Glgrdsklechhh, Werebeast, Wrex, sportaankondiger, Xinthos-aankondiger, Dignified Host, ruimtemonster, Guardian, Marokkaanse dief, Andre Le Blanc, Gnarrk, Tramm en Jericho
- American Dad! - Klaus en andere stemmen
- Mike, Lu and Og - Og
- The Fairly OddParents - Elmer, Binky, Sanjay, Remy Buxaplenty, Bronze Kneecap en Darkness
- Danny Phantom - Wulf en andere stemmen
- I Am Weasel - Jolly Roger
- Happy Feet - Maurice
- Avatar: De Legende van Aang - Appa, Momo, Actor Ozai, andere stemmen en dierengeluiden
- Ben 10 - Cash, Stinkfly, Wildmutt, Eye Guy, Acid Breath, Gluto, Porcupine, The Limax en Carl Tennyson
- Ben 10: Alien Force - Big Chill, Echo Echo, Humongousaur, Jetray, Spidermonkey, Goop, Brainstorm, Chromastone, Swampfire, Cannonbolt, Upchuck, Way Big, Diamondhead, Ghostfreak, DNAliens
- The Princess and the Frog - JuJu
- De Grimmige Avonturen van Billy en Mandy - Phil (Mandy's dad), andere stemmen en dierengeluiden
- Felix the Cat: The Movie - verscheidene stemmen
- American Dragon: Jake Long - Kelpie, Pooka Pooka, Jersey Devil en Maximinus
- W.I.T.C.H. - Cedric, Aldarn, Martin, Frost, Gargoyle, Sniffer, Huggles, Khor
- What's with Andy? - Mr. Larkin and Martin Bonwick (stem) (2001-2002)
- Dawn of the Dead - verscheidene zombiegeluiden
- The Island of Dr. Moreau - stemeffecten
- The Time Machine - Morlock
- Feast - Dierengeluiden
- Time Squad - Austrian General, Babies, Local 2
- Scooby-Doo 2: Monsters Unleashed - Pterodactyl, 10,000 volt ghost, Zombie, red eyed skeleton brother, stem van Black Knight Ghost
- Spaceballs: The Animated Series - Dark Helmet (op de titelrol als "Dee Baker")
- Star Wars: The Clone Wars - Kapitein Rex, Commandant Cody, alle andere Clone Troopers en Onaconda Farr
- Star Wars: The Clone Wars - Kapitein Rex, Commandant Cody, alle andere Clone Troopers, Bossk, Onaconda Farr, Karina the Great en Saesee Tiin
- Star Wars Rebels - Kapitein Rex, Stormtrooper
- Star Wars: The Bad Batch - "The Bad Batch" (Hunter, Wrecker, Tech, Crosshair en Echo), Cut Lawquane, Kapitein Rex, Kapitein Howzer en Kapitein Gregor
- Star Wars Jedi: Fallen Order - Clone Troopers
- Star Wars Forces of Destiny - Unkar Plutt en Wicket W. Warrick
- Star Wars: Tales of the Underworld - Raider #2 en Raider Elder
- The Mandalorian - Frog Lady
- Stripperella - Ozzy, Baby, Business Man
- Super Robot Monkey Team Hyperforce Go! - Professor Maezono
- Batman: The Brave and the Bold - Clock King, Felix Faust, Etrigan, Chemo, Brain, Scarecrow, Ace the Bat-Hound, Dove
- Ben 10: Alien Swarm - Big Chill/Humongasaur (stem)
- The Goode Family - Che the Dog, andere stemmen en dierengeluiden
- The Trumpet of the Swan - Louie
- G-Force - Mooch the Fly
- Yo Gabba Gabba! - Balloon
- Ni hao kai lan - Mr.Sun
- Immigrants - Steve
- The Haunted World of El Superbeasto - Nazizombie
- The Jungle Book - Dierengeluiden
- The Lost Boys: The Tribe - Vampiergeluiden
- The Nightmare Before Christmas: Oogie's Revenge - Hanging Tree, Clown en Barrel
- Monsters at Work - Winchester / Banana Bread, Chompy, Swamp Man, Angry Citizen, Beefy Scarer, Chauncey, Robot Kid, Neighbor Monsters, Overige Monsters
- The Suicide Squad - Sebastian
- Shang-Chi and the Legend of the Ten Rings - Morris
- Peacemaker - Eagly
- LEGO Star Wars Summer Vacation - Boba Fett, BV-RJ en Wicket W. Warrick
- LEGO Star Wars: Rebuild the Galaxy - Darth Nubs, Wicket W. Warrick en Sgt. "Salty" Sharp
- Star Wars: Tales of the Jedi - Kapitein Rex
- Guardians of the Galaxy Vol. 3 - Blurp
- I Am Groot - Terma Baby Bird / Terma Mama Bird
- Star Wars: Tales of the Empire - Clone Trooper
- The Wild Robot - Dierengeluiden

## Videospellen
- Star Wars The Force Unleashed: Ultimate Sith Edition - Boba Fett
- De Blob - Blob
- Tony Hawk's Underground - Eric Sparrow
- Gears of War - General RAAM, Locust Drones, Wretches en Theron Guards
- Gears of War 2 - Locust Drones, Wretches, Theron Guards, Sires en Tickers
- Final Fantasy X-2 - Lord Braska, Benzo en Ayde Ronso
- Arc the Lad: Twilight of the Spirits - Densimo
- Viewtiful Joe, Viewtiful Joe 2, Viewtiful Joe: Red Hot Rumble - Viewtiful Joe
- Left 4 Dead 2 - Special Infected
- Halo 2 - Gravemind
- Halo 3 - Gravemind
- Metal Gear Solid 2: Sons of Liberty - Navy SEAL
- Haunted Mansion - Zeke Halloway
- No More Heroes - Letz Shake, Weller en Helter Skelter
- Onimusha Blade Warriors - Gogandantess
- Onimusha 3: Demon Siege - Gargant
- X-Men Legends, X-Men Legends II: Rise of Apocalypse en Marvel: Ultimate Alliance - Nightcrawler
- Ape Escape: On the Loose - Specter en andere stemmen
- The Nightmare Before Christmas: Oogie's Revenge - Hanging Tree, Clown en Barrel
- Samurai Western - aanvullende stemmen
- Spider-Man 3 - Mac Gargan / Scorpion
- Spider-Man 2 - Puma
- SpongeBob SquarePants featuring Nicktoons: Globs of Doom - Bubble Bass, Wise Old Hermit Crab en Globulous Maximus
- Call of Duty: United Offensive - Pvt Koppel, Duitse stemmen
- Teen Titans - Cinderblock, Plasmus, Ternion
- Treasure Planet: Battle at Procyon
- Cars Mater-National - Otto
- Gurumin: A Monstrous Adventure - Rocko, Digby en Puchi
- Spore - verscheidene stemeffecten
- Fallout: Brotherhood of Steel - Ching Tsun, Wasteland Man en Ghoul Civilian
- Fallout 3 - Dr. Stanislaus Braun
- Batman: Arkham City - Ra's al Ghul
- Batmna: Arkham Knight - Ra's al Ghul, Warden Ranken
- The Darkness - Insane Darkling
- JumpStart series - Frankie Dog en Edison Firefly
- Kingdom Hearts - Wakka
- Spider-Man - Carnage, Rhino, J. Jonah Jameson, Daredevil en The Lizard
- Portal 2 - Atlas, P-Body
- Disney Infinity-spellen - Agent P, Boba Fett, Clone Troopers, Unkar Platt
- Lego Dimensions - Giant, Cinnamon Bun
- Lego Star Wars: The Skywalker Saga - Clone Troopers, Commander Cody, Jango Fett, Unkar Platt, diverse stemmen
- Destiny en Destiny 2 - Variks the loyal
- Overwatch - Wrecking Ball

- Bibsys: 1740065094033
- Biblioteca Nacional de España: XX4799085
- Bibliothèque nationale de France: cb14464072g (data)
- International Standard Name Identifier: 0000 0000 4897 0111
- Library of Congress Control Number: no2004025696
- MusicBrainz: 4dc3f46b-bdb4-481b-ac98-141004296a66
- Nationale Bibliotheek van Israël: 987012160260705171
- Nederlandse Thesaurus van Auteursnamen: 363902465
- Virtual International Authority File: 39082332
- WorldCat: E39PBJjMF6PpQMGhjfkQfXj9jC